# Владислав Галицький
Владислав Галицький (пол. Władysław Halicki, 1850, Микульчиці — після 1939) — львівський архітектор.

## Біографія
У 1869—1875 роках навчався у Львівській технічній академії. Як стипендіат два роки перебував у Римі. У 1877—1880 роках асистент професора Машковського на кафедрі нарисної геометрії Львівської політехніки. Згодом — на кафедрі архітектури у Юліана Захаревича. Від 4 січня 1879 по 1881 рік був членом Політехнічного товариства у Львові. У міжвоєнне десятиліття працював міським архітектором міста Ясло Підкарпатського воєводства. За іншими ж даними — мав там приватне бюро на вулиці Уєйського, а згодом — у Познані на вул. Вали королеви Ядвіги, 3. Працював у різних напрямках історизму, а згодом — модерну. Збудував у Львові низку споруд, спроєктував будівлі у різних містах Західної Галичини. Входив до складу журі конкурсу на проєкт українського театру на нинішній площі Шашкевича у Львові (1905).

## Будівлі
- Будинок у Львові на вулиці Листопадового чину, 14 (1880).
- Керував реставрацією костелу львівського бернардинського монастиря у 1883—1884 роках[3].
- Будинок спортивного товариства «Сокіл» на розі нинішніх вулиць Дудаєва і Ковжуна (1887, співавтор Альфред Каменобродський).
- Каплиця Барчевських на Личаківському цвинтарі (1887).
- Нереалізований конкурсний проєкт Галицької ощадної каси у Львові (1888)[4].
- «Білий монастир» у місті Новий Сонч, Польща (1890-ті).
- Курзал при джерелі «Марія» у Трускавці (1896)[5].
- Палац у селі Тулиголове Львівської області, відомий як «Палац балів»; скульптор Петро Гарасимович (1898—1899)[6].
- Греко-католицька церква Вознесіння Господнього в місцевості Знесіння у Львові (1897—1901). Хрестоподібна в плані церква з одним центральним куполом збудована з цегли, зовні обличкована грубо обробленим пісковиком. Поєднує елементи романського та готичного стилів[7].
- Реконструкція палацу Дідушицьких на нинішній вулиці Лисенка, 15 у Львові (1902—1904). Споруджено третій поверх із мансардним дахом у стилі французького неоренесансу. До бічного крила добудовано двоповерхову офіцину[8].
- Первісний проєкт будівлі Галицького музичного товариства в необароковому стилі (1905). Планувалось розміщення консерваторії і концертного залу, а частина будинку мала використовуватись як дохідний дім. Будівництво розпочато, однак наступного року його продовжено за проєктом, переробленим у сецесійному стилі Владиславом Садловським. Нині це дім Львівської обласної філармонії[9].
- Дім Політехнічного товариства на нинішній вулиці Дудаєва, 9 (1906, співавтор Вінцент Равський-молодший, скульптор Едмунд Плішевський).
- Від 1880-х років Владислав Галицький керував реставраційними роботами при колишньому монастирі кармелітів босих, що на вулиці Винниченка, 22. За його проєктом 1887 року виконано нові дубові сталлі у пресбітерії. На початку XX століття відреставровано головний фасад, а в південному мурі влаштовано грот зі фіґурою Матері Божої. 1906 року виконав проєкт пізніше реалізованої південної вежі. Одночасно було відреставровано давнішу північну. Вежі отримали нові необарокові завершення[10].
- Житлові будинки для потреб Товариства взаємодопомоги католицьких священників на нинішній вулиці Єфремова, 47 та 49 у Львові (1906)[11].
- Палац у селі Сяри поблизу міста Горлиці в Польщі (1912).

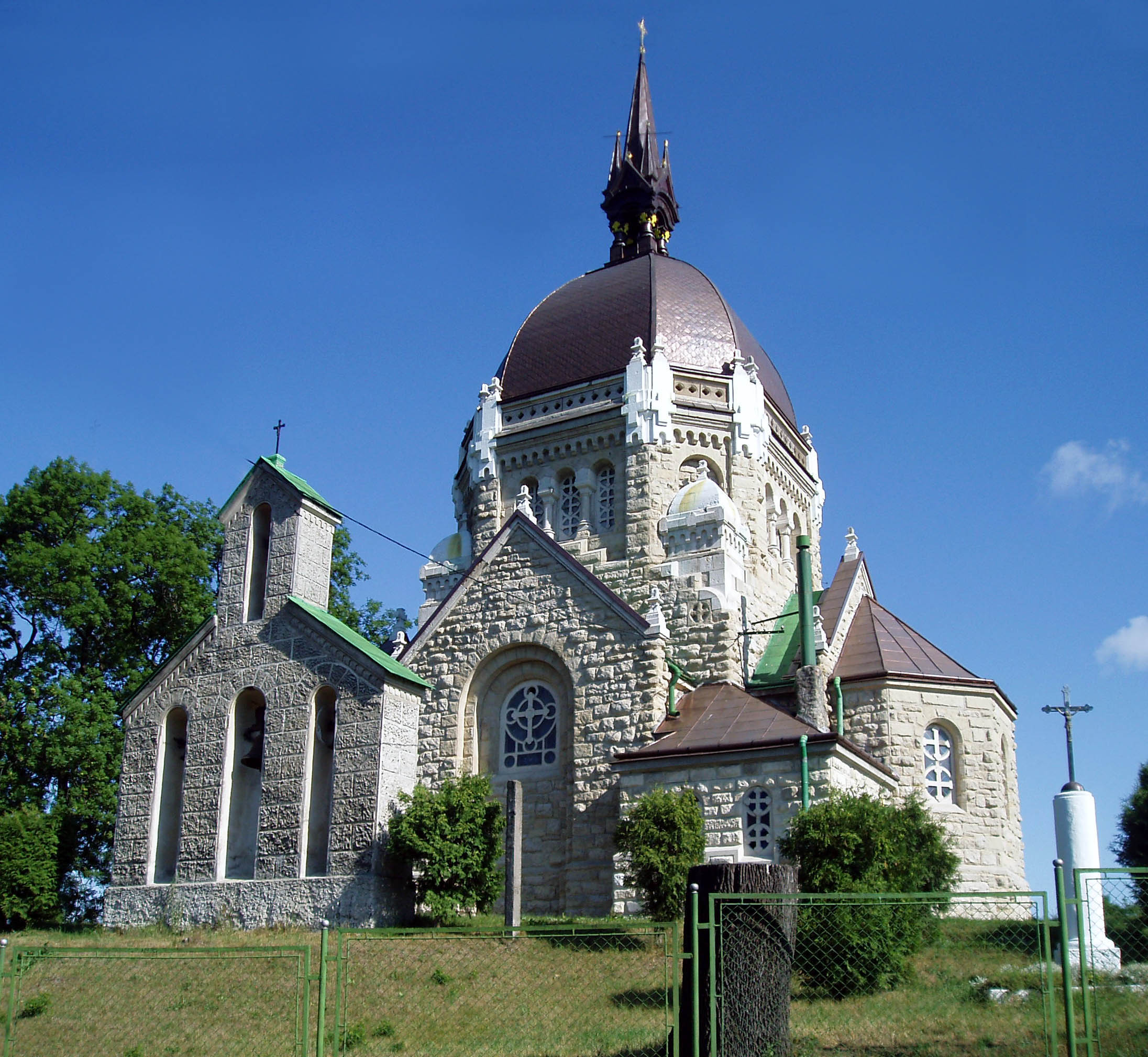
Церква Вознесіння Господнього у Львові
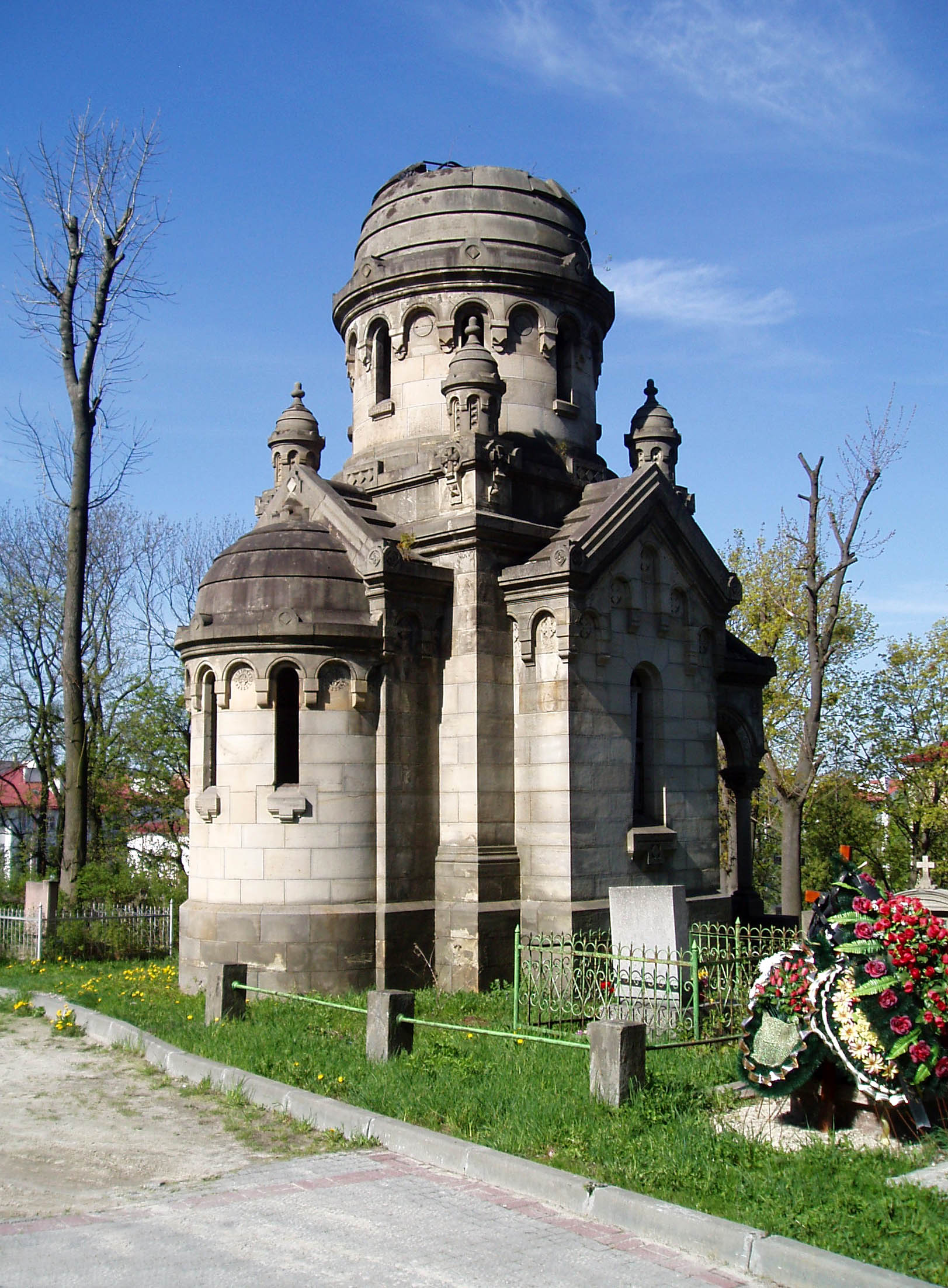
Мавзолей Барчевських